# Négreville
Négreville é uma comuna francesa na região administrativa da Normandia, no departamento Mancha. Estende-se por uma área de 11,57 km². Em 2010 a comuna tinha 840 habitantes (densidade: 72,6 hab./km²).